# Magyar Szocialista Párt
A Magyar Szocialista Párt (röviden: MSZP) magyarországi balközép szociáldemokrata párt, amely 1989 óta van jelen az Országgyűlésben. A párt 1989. november 21-én alakult az akkori állampárt, a Magyar Szocialista Munkáspárt (MSZMP) volt tagjaiból. 1994 és 1998, illetve 2002 és 2010 között Magyarország kormányzó pártja volt. A 2010-es választás óta ellenzékben politizál.

## Története
A Magyar Szocialista Munkáspárt XIV. kongresszusa 1989. október 7-én zajlott le, ahol 28 alapító döntött egy új párt megalakításáról. A kongresszuson 1202 igen szavazattal, 159 nem és 38 tartózkodás mellett úgy döntöttek, hogy az MSZMP-ből létrehozzák a Magyar Szocialista Pártot, az átalakulással együtt vállalva a folyamatosságot. 1989. november 16-án adták be az MSZP bejegyzési kérelmét, nyilvántartásba pedig öt nappal később, november 21-én vették. Az MSZP az 1990. évi  első szabad választáson vett először részt többpárti országgyűlési választáson.
Az 1990-es szabad választás eredményeképpen ellenzékbe szorult. Az 1994–1998-as és 2002–2006-os ciklusban illetve 2006–2008 között koalícióban kormányzott az SZDSZ-szel. 2008. május 1-jétől 2010 májusáig egyedüli pártként, kisebbségben kormányozott az SZDSZ hallgatólagos, majd Gyurcsány Ferenc távozása után nyílt külső támogatásával.
Magyarországnak eddig négy MSZP-s miniszterelnöke volt. 1994-től 1998-ig Horn Gyula, 2002-től 2004-ig Medgyessy Péter, 2004-től 2009-ig Gyurcsány Ferenc, 2009-től 2010-ig pedig Bajnai Gordon. Ők összesen három parlamenti ciklusban, 12 éven át irányították az országot. Közülük Medgyessy és Bajnai pártonkívüliként töltötte be a tisztséget (bár Medgyessy 1989 előtt tagja volt az MSZMP-nek).
A Magyar Szocialista Párt a nemzetközi szocialista–szociáldemokrata mozgalom része, tagja a Szocialista Internacionálénak és az Európai Szocialisták Pártjának, ezek vezető testületeiben is képviselteti magát. Így például a 2012 augusztusi fokvárosi kongresszuson Mesterházy Attila MSZP elnököt ismét a Szocialista Internacionálé egyik alelnökévé választották, míg az Európai Szocialisták Pártja nőszervezetének vezetője 2004 óta Gurmai Zita. Az MSZP együttműködik más szocialista–szociáldemokrata pártokkal, különösen az Európai Unión belül. Társult ifjúsági szervezete, a Societas nemzetközi titkára, Gúr Roland a legnagyobb politikai ifjúsági világszervezet, a Szocialista Ifjúsági Internacionálé IUSY Ellenőrző Bizottságának elnöke. A párt egyik alapítványa, a Szabad Sajtó Alapítvány birtokolta a Népszabadság Zrt. részvényeinek 26,5%-át, és más sajtótermékekben is rendelkezett tulajdonnal. A Népszabadság részvényeit 2015-ben vásárolták ki a párt alapítványából.

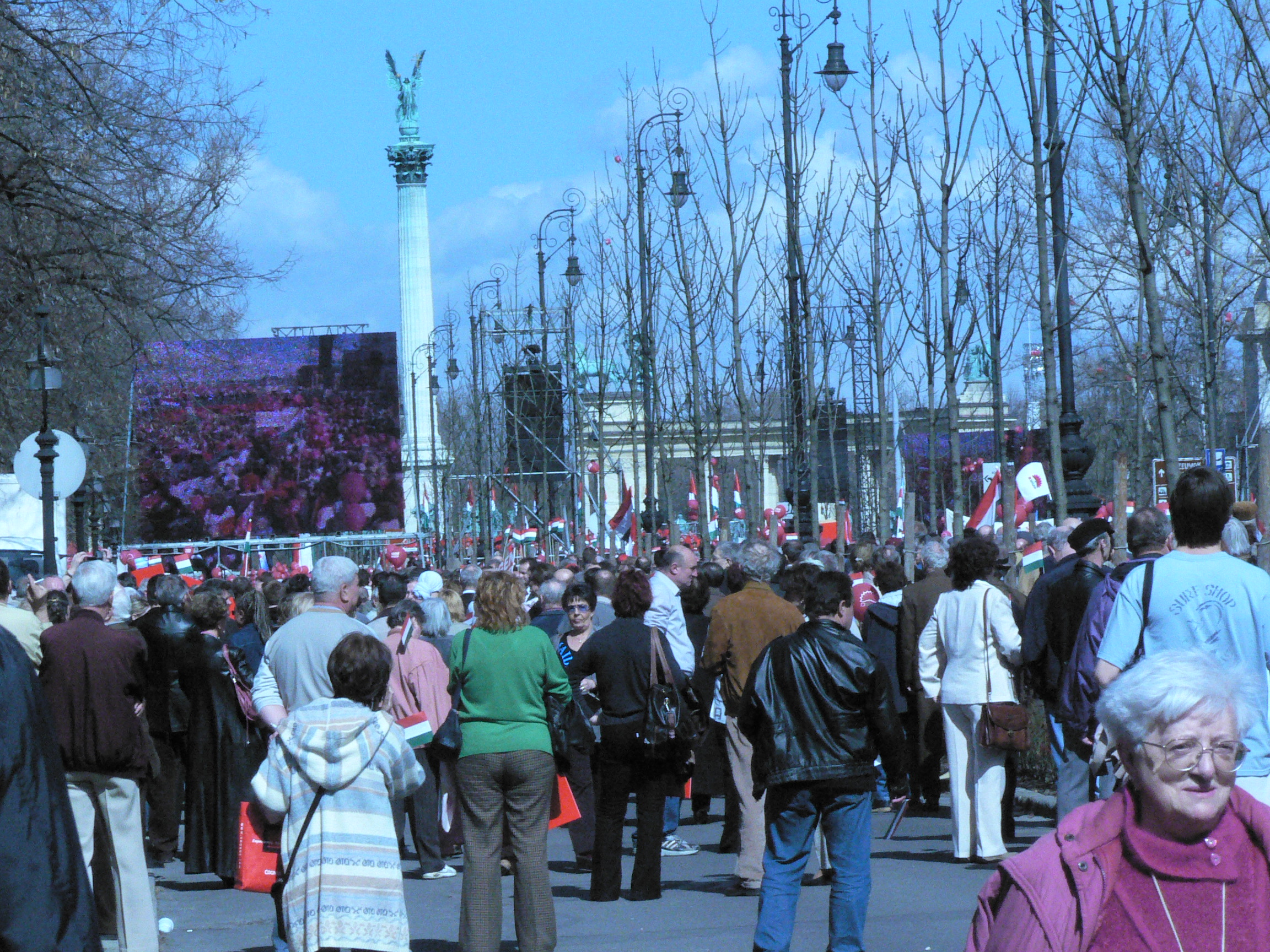
Az MSZP nagygyűlése a Hősök terén – 2006.04.01

2006. szeptember 17-én nyilvánosságra került Gyurcsány Ferenc akkori MSZP-s miniszterelnök „Őszödi beszédként” elhíresült beszéde, amit 2006. május 26-án, egy hónappal a választási győzelem után az MSZP frakció zárt balatonőszödi ülésén tartott, amelyben a bevezetendő reformok mellett érvelt a szocialista frakció tagjai előtt. A trágár szófordulatokat is tartalmazó beszéd nagy felzúdulást okozott a politikában és a közéletben egyaránt, a beszéd hatására két nappal a nyilvánosságra kerülés után zavargások is történtek, melyeket a következő hónapokban több másik is követett, és egészen a 2010-es választásokig időről időre megismétlődtek, Gyurcsány és az MSZP kormányzat lemondását követelve.
Az MSZP 2007-ben új székházat vásárolt a Jókai utca 6. szám alatt, mely épület korábban a Kereskedelmi és Pénzügyi Dolgozók Szakszervezetének (KPDSZ) székháza volt. Az új székházvásárlásra azután került sor, hogy a párt vezetői eldöntötték: nem akarnak az elődpárt MSZMP, 1956-os események miatt rossz emlékű Köztársaság téri székházban maradni és egy „nyitottabb, korszerűbb” létesítménybe helyezik át a pártapparátust. Némi felújítás után 2008 januárjában költözött a párt az új székházába.
Az akkor ellenzékben lévő Fidesz 2007-ben népszavazást is kezdeményezett, melyben a kormányzat által bevezetett vizitdíj, kórházi napidíj és tandíj eltörlését tűzte ki célul. A szavazás 2008. március 9-én zajlott le, melyben a szavazók több mint 84%-a a díjak eltörlése mellett voksolt. Az eredmény hatására az Országgyűlés visszavonta az intézkedéseket, majd ezek után Gyurcsány bejelentette, hogy új egészségügyi minisztert akar Horváth Ágnes akkori SZDSZ-es egészségügyi miniszterasszony helyett.  A koalíciós partner SZDSZ viszont a koalíció felbontásával fenyegetve kiállt Horváth mellett, majd miután Gyurcsány március 31-én április 30-i hatállyal mégis menesztette Horváthot, a koalíciós szerződés felrúgását jelentő lépésre válaszul az SZDSZ-frakció ügyvivői tanácsa megszavazta az SZDSZ-es kormánytagok visszahívását, ami április 30-án meg is történt, véget vetve a két párt addigi koalíciójának, így az MSZP kisebbségi kormányzásra kényszerült. Gyurcsány végül 2009. március 21-én jelentette be, hogy nem kíván tovább miniszterelnök lenni, ami után többek közt Surányi György, Vértes András, Glatz Ferenc és Bokros Lajos neve is felmerült lehetséges kormányfőként, a Szonda Ipsos szerint a többség előrehozott választásokat szeretett volna, de végül április 14-én a miniszterelnöki széket az addigi önkormányzati és területfejlesztési miniszter, Bajnai Gordon kapta meg. Gyurcsány időközben, március 28-án lemondott az MSZP pártelnöki tisztségéről is, amit 2007. február 24-től töltött be. Bajnai a kormányzati ciklusból visszalévő egy évre vette át a kormányzást és alapvetően megszorításokat valamint juttatáscsökkentéseket ígért.
A 2010-es választásra a párt Mesterházy Attilát választotta miniszterelnök-jelöltnek. Az MSZP végül 59 képviselői helyet szerezve az Országgyűlésben ismét ellenzékbe szorult a képviselői helyek több mint kétharmadát megszerző Fidesz–KDNP szövetséggel szemben. Mesterházy Attila a hetedik elnökként vezette a pártot 2010-től, akit a párt kongresszusa 2012 márciusában újraválasztott Szanyi Tiborral szemben.
Szili Katalin, az MSZP egyik prominens politikusa, miután próbálkozása az MSZP politikai irányvonalának megváltoztatására sikertelennek bizonyult (ezen cél miatt még az Országgyűlési elnöki pozíciójáról is lemondott 2009 nyarán) 2010. október 4-én kilépett a pártból és annak frakciójából is, emellett saját pártot alapított Szociális Unió néven. Parlamenti mandátumát (amit az MSZP Baranya megyei listáján szerzett) azonban nem adta vissza, így az Országházban hivatalosan független képviselőként politizált tovább, amíg a 2014-es választásokon az akkor már a KTI-ben politizáló Szili el nem vesztette mandátumát. Ezután viszont a harmadik Orbán-kormány miniszterelnöki megbízottja lett.
2011. október 22-én több hónapon át húzódó belső vita lezárásaként a Demokratikus Koalíció Platform Gyurcsány Ferenc vezetésével kivált a pártból és Demokratikus Koalíció néven új pártot alapított a néhány hónappal korábban pár Gyurcsány- és szakadáspárti (korábbi) szocialista aktivista által bejegyzett Demokrata Párt átalakításával (amit egyébként pontosan ennek reményében alapítottak). Az országgyűlésben Gyurcsányhoz még kilenc szocialista képviselő csatlakozott, amivel önálló frakció alapítására is lehetőség lesz, legkorábban fél évvel az MSZP-frakcióból való távozás után – amennyiben a parlament nem módosítja 4/5-ös többséggel a házszabály erre vonatkozó részét. Az MSZP képviselőinek száma a választás utáni 59-ről – a pártból való távozások és pártszakadás okán 48 főre csökkent, de továbbra is a legnagyobb ellenzéki frakció maradt.
2014. január 14-én több más szervezettel együtt az Összefogás nevű pártszövetség tagja lett, melynek neve március 6-tól „Kormányváltás” lett a hasonló nevű Összefogás Párt miatt. A szövetség célja a 2014-es magyarországi országgyűlési választáson a Fidesz leváltása volt, ez azonban nem sikerült. A Kormányváltók listavezetője, egyben miniszterelnök-jelöltje az MSZP, mint a legnagyobb ellenzéki erő pártelnöke, Mesterházy Attila volt. Az MSZP a közös listáról 29 képviselői mandátumot szerzett.
Időközben kiderült, hogy a párt 2010 előtt keletkezett tartozásai 2014-ben mintegy kétmilliárd forintot tesznek ki, amit részletekben törlesztenek. A hitelek visszafizetése miatti teher csökkentése érdekében a párt vezetése több befektetővel is tárgyalásokat folytatott a Jókai utcai székház eladásáról.
A 2014-es európai parlamenti választáson a párt ismét önállóan indult és 10,92%-os szavazati aránnyal két képviselőt tudott az Európai Parlamentbe küldeni, Szanyi Tibort és Ujhelyi Istvánt.
A 2014-es országgyűlési és európai parlamenti választások gyenge eredménye miatt május 25-én a teljes elnökség felajánlotta a lemondását. Bár a lemondás elfogadásáról a május 31-i választmányi gyűlésen döntöttek volna, május 28-án Mesterházy már kérte, hogy fogadják el a lemondását, május 29-én pedig már sajtótájékoztatón jelentette be a lemondását minden pártbeli vezetői tisztségéről. A május 31-i ülésen Botka László választmányi elnököt és Szeged polgármesterét választották meg ideiglenes pártelnöknek a július 19-re összehívott tisztújító kongresszusig, miután Botka kikötötte, hogy csak átmenetileg hajlandó a párt vezetője lenni. A megtartott kongresszuson az egyetlen indulót, Tóbiás Józsefet fölényes többséggel választották meg a párt elnökének, a párt elnökhelyettese Gőgös Zoltán agrárpolitikus lett, valamint három alelnököt is megválasztottak Lukács Zoltán frakcióvezető-helyettes, Márton Roland székesfehérvári MSZP-elnök és Ujhelyi István EP képviselő személyében. Az ideiglenes elnök Botka Lászlót ismételten az országos választmány elnökének választották meg.
2014. szeptember 13-án bizalomhiányra hivatkozva lemondott tisztségéről Velez Árpád pártigazgató, aki egy korábban nyilvánosságra került hangfelvételen bírálta a pártot, melynek vezetői a kormányzás idején sem tudták megfelelő pozícióba helyezni a saját embereiket.
2016 februárjában az MSZP eladta a Jókai utcai székházát a Geoholding és a Móra Könyvkiadó részére. A NOL.hu információi szerint a vételár körülbelül 800 millió forint, amivel rendezhetik a párt korábban felhalmozott adósságának egy részét.
2016 júniusában az MSZP tisztújításán elnöknek Molnár Gyulát, alelnöknek Gúr Nándort, Ujhelyi Istvánt és Nemény Andrást választották meg, Gőgös Zoltánt újraválasztották elnökhelyettesnek. Az MSZP Országos Választmány elnöki posztján Hiller István váltotta az addigi elnököt Botka Lászlót. 2016 júliusában Tóth Bertalant választották meg az MSZP parlamenti frakcióvezetőjének.
2016 végén az MSZP-vel együtt több ellenzéki párt is egyeztetésekbe kezdett a lehetséges összefogásról és az ellenzéki miniszterelnök-jelöltről a 2018-as országgyűlési választásokra, ám ebből előbb több párt is kiesett, míg mások be sem léptek, majd 2017 januárjában váratlanul az MSZP önálló miniszterelnök-jelöltet mutatott be Botka László személyében, aki korábban ugyanakkor még vonakodott ettől. Molnár Gyula már 2016 tavaszán úgy fogalmazott, hogy a kormányfőjelölt személyét az „együttműködés legerősebb pártjának” kell megneveznie, és ez az MSZP. Botka 2017. október 2-án visszalépett a miniszterelnök-jelöltségtől, mivel véleménye szerint pártját kívülről és belülről fúró erők miatt nem sikerült elérni célját, hogy minden demokratikus ellenzéki erőt egy oldalra állítson. A párt ez év során többször is konfliktusba került a DK-val, mert annak politikusai szerint az MSZP rájuk akarta kényszeríteni az akaratát, végül a DK jelezte, hogy külön listával indul a 2018-as országgyűlési választásokon, amit viszont az MSZP-vel koordinálva állított.
2017. decemberben az MSZP elnöksége bejelentette, támogatja, hogy Karácsony Gergely legyen a baloldal közös miniszterelnök-jelöltje. 2018. januárban Molnár Gyula pártelnök bejelentette, hogy közös listát állít az MSZP és a Párbeszéd Magyarországért, a névsort Karácsony Gergely, a Párbeszéd társelnöke vezette, aki a két párt közös miniszterelnök-jelöltje volt.
A választáson a pártszövetségben induló MSZP újra veszített, az eredménye alapján a harmadik lett a legtámogatottabb pártok sorában 11,91%-os eredménnyel, mely 16 képviselői mandátummal járt. A választás után a párt az összefogás szándékának hiányát emelte ki a vereség okaként, majd a teljes vezetősége lemondott. A választás után a két párt döntött arról, hogy az új országgyűlésben is együtt maradnak frakciószövetségben. Májusban Bősz Anett, a Liberálisok képviselője kilépett a Párbeszéd frakciójából egy olyan megállapodás miatt, ami sajtóértesülések szerint az MSZP évi 60 millió forintos támogatásáról szól a Liberálisok számára, de erről az MSZP vezető testületei nem tudtak, ezért fegyelmi eljárást indítottak Molnár Gyula lemondott pártelnökkel szemben, aki aláírta a megállapodást közösen Karácsony Gergellyel és Fodor Gáborral, a Liberálisok elnökével. A megállapodásban foglaltak felvethetik a tiltott pártfinanszírozás lehetőségét, de mivel jogilag ez inkább csak szándéknyilatkozat volt, igazából senkit nem kötelez semmire. Molnár végül megrovásban részesült a szerződés aláírása miatt.
A párt 2018. június 17-én tartott kongresszusán Tóth Bertalant választották az MSZP új elnökének, a választmányi elnök Kunhalmi Ágnes, az alelnökök pedig Komjáthi Imre, Hegyi Gyula és Szanyi Tibor lettek.
A 2019-es európai parlamenti választáson a párt a Párbeszéddel közös listán indult, itt a szavazatok alapján, történetének addigi legalacsonyabb támogatottságával, 6,61%-kal a korábbi két EP-s mandátum helyett már csak egy mandátumra lett jogosult, amit végül Ujhelyi István kapott meg. Az EP-képviselőségét elvesztő Szanyi Tibor több alkalommal is nyíltan bírálta a pártját a gyenge választási eredmények miatt, ezért tagságát felfüggesztették, majd július közepén visszahívták a párt alelnöki tisztségéből is. Rajta kívül Fekete Zoltán, a párt Pest megyei elnökének tagságát is felfüggesztették szintén a pártot ért nyílt kritikái miatt. Szanyi még felfüggesztése után jelentette be, hogy Bal Blokk néven új mozgalmat alapít. 2020 januárjában ki is lépett a pártból, majd pártot alapított Igen Szolidaritás Magyarországért Mozgalom (ISZOMM) néven. 2019 novemberében Lackner Csaba kispesti képviselőt zárták ki, miután egy videofelvétel szerint feltehetően kábítószert fogyasztott, és pártja felszólítása ellenére sem mondott le magától a mandátumáról. A 2019-es magyarországi önkormányzati választás után Botka László kilépett a pártból. 2019 decemberében Szöllősi Istvánné is kilépett a pártból.
Két, a 2019-es magyarországi önkormányzati választáson polgármesteri mandátumot szerzett MSZP-s politikus, Kiss László és Szaniszló Sándor 2020 februárjában bejelentette, hogy átlép a DK-ba, mert közleményük szerint abban a pártban jobban látják érvényesülni a politikai nézeteiket. Tóth Bertalan, az MSZP elnöke és a párt más politikusai is élesen kritizálták a két volt párttársuk lépését.
A párt Kongresszusa a koronavírus-járvány miatt 2020. június 8-a és 24-e között online szavazással fogadta el új Alapszabályát és Kongresszusi Szabályzatát. 2020. nyarán az MSZP országos elnöksége Dobák István csepeli elnökségi tag és Fekete Zoltán Pest megyei elnök kizárását kezdeményezte. Dobák a helyi pártszervezetet illető kritikus véleménycikke, Fekete pedig egy titokban készült hangfelvétel miatt került eljárás alá. A felmenő rendszerű tisztújítás folyamatában – szabálytalanul megtartott választásra hivatkozva, az országos etikai bizottság javaslata alapján – a Pest megyei szervezeteket feloszlatták. Havas Szófia és Őry László mellett Mesterházy Attila, korábbi pártelnök is pályázott az MSZP társelnöki tisztére, ám a párt 2020. szeptember 19-én tartott tisztújítása előtt nem tudtak jelölti zárt listát állítani. Mesterházy indoklása szerint ellehetetlenítették az indulását. A párt 2020. szeptember 19-én történetében először online tartotta meg tisztújító kongresszusát. A módosított alapszabálynak köszönhetően a tisztújítástól két társelnök fogja vezetni a pártot Tóth Bertalan és Kunhalmi Ágnes személyében. A párt elnökhelyettese Komjáthi Imre lett, a párt alelnökének Gurmai Zitát és Hegyi Gyulát választották. A választmány elnöke a korábban a posztot már betöltő Hiller István lett.
2020. december 10-én Legény Zsolt korábbi képviselő, a párt Szabolcs-Szatmár-Bereg Megyei Területi Szövetségének alelnöke és az Országos Etikai és Fegyelmi Ügyek Tanácsának elnöke diplomata útlevéllel akart cigarettát becsempészni Ukrajnából, de a határon lebukott. Legény az eset után azt mondta, nem tudja hogy került a cigaretta az autójába, majd minden pártbéli tisztségéről lemondott és kilépett az MSZP-ből. A volt politikus ellen eljárás indult Ukrajnában, ami felmentéssel zárult, ettől függetlenül 2022. júliusában az ügy miatt további nyomozást rendeltek el ismeretlen tettes ellen nagy vagyoni hátrányt okozó költségvetési csalás bűntette miatt.
2021 júniusára a párt két közismert képviselője, Molnár Gyula volt pártelnök és  Szakács László vitatott körülmények közt kikerült a párt politikusai közül. Hírek szerint Molnár ellen azután indult fegyelmi eljárás, majd zárták ki a pártból, miután pártja engedélye nélkül a DK támogatásával kívánt az ellenzéki előválasztáson elindulni, Szakácsot viszont állítólag a tudta nélkül léptette vissza az előválasztástól a párt, aki ezután maga mondta fel párttagságát. Ezt követően Szakács is a DK támogatásával politizált tovább. Tóth Bertalan pártelnök szerint a két politikus veszélyeztette volna a kormányváltást ha a pártban maradnak, bár mindketten tagadták, hogy a DK frakciójába kívántak volna átülni. Szakács menesztése miatt ugyanakkor Barbarics Ildikó, a párt komlói szervezetének elnöke és a párt több helyi politikusa is kilépett az MSZP-ből, miután Szakács Baranya megye 2. választókörzetében indult volna. Barbarics sérelmezte, hogy a párt vezetése a fejük felett, mindenféle egyeztetés nélkül döntött Szakács visszahívásáról.
2022 elején a párt kizárta és mandátuma visszaadására szólította fel Bangóné Borbély Ildikót, miután valótlanul szerepeltette magáról, hogy diplomával rendelkezik.
A 2022-es országgyűlési választáson az Egységben Magyarországért részeként indult, az ellenzéki pártszövetség 34,35%-ot szerzett, amivel a párt ismét vesztett, az eredmény tíz mandátumra tette jogosulttá. Az MSZP több ismert politikusa is elvesztette országgyűlési mandátumát, vagy el sem indult, így távozott az Országgyűlésből többek között Mesterházy Attila, Korózs Lajos, Burány Sándor, Molnár Gyula és Bangóné Borbély Ildikó is. Mandátumhoz jutott viszont Komjáthi Imre elnökhelyettes, aki korábban nem volt parlamenti képviselő. 2022. április 24-én Tóth Bertalan jelezte, hogy nem indul újra a társelnöki tisztségért, ugyanekkor Ujhelyi István bejelentkezett társelnöknek, egyúttal nyílt levelet is írt, amiben úgy fogalmazott a párt jövőjével kapcsolatban, hogy „A »cölöpöket« meghagyva, de az alapokig vissza kell bontani az építményt”, majd javaslatot tett arra, hogy az MSZP alakuljon át egy olyan szociáldemokrata közösséggé, amely már új nevében is más, erre az Esély-t javasolta. Június végén viszont bejelentette, hogy mégsem indul a pártelnökségért. Ujhelyi szerint a párton belüli ellenállás és belső harcok miatt lehetetlenült el, hogy a párt megújítását véghez vigye. Arra is utalt, hogy Molnár Zsolt Nemény András szombathelyi polgármestert szeretné a párt társelnökének. Ujhelyi végül 2022. október 2-án jelentette be, hogy kilép a pártból annak „megkövesedett, megújulásra képtelen” mivolta miatt, amit hiába probált megváltoztatni, ehelyett „intrika” indult ellene. Az MSZP közleményében felszólította Ujhelyit, hogy rendezze a párt felé felhalmozott tartozását, és adja vissza EP-mandátumát. 2022. október 22-én Komjáthi Imre váltotta Tóth Bertalant a párt férfi társelnöki posztján. 2023. április 4-én Mesterházy Attila egy facebook-posztban jelentette be, hogy 23 év után szintén kilép a pártból és létrehozza a „Szocialisták és Demokraták” nevű pártját.
A 2024-es önkormányzati választásra és a 2024-es európai parlamenti választásra hosszabb távú, stratégiai együttműködést kötött az MSZP, a DK és a Párbeszéd, így állítottak közös EP- és fővárosi listát. A közös lista várthoz képest jóval gyengébb eredményei miatt június 22-én Kunhalmi Ágnes és Komjáthi Imre társelnökök bejelentették lemondásukat, akik a szeptember 28-i tisztújításig vezetik a pártot. Komjáthi utóbb azt is mondta, hogy szerinte a párt társelnöki rendszere nem működik, ezért csak akkor jelölteti magát újra elnöknek, ha ismét egy elnök lesz a párt élén. Molnár Zsolt, az MSZP pártigazgatója mindettől függetlenül úgy nyilatkozott: „Az MSZP él, élt és élni fog”. Közvéleménykutatási adatok szerint a választás után a párt támogatottsága 1% alá zuhant.
2024 júliusában a párt eladta a Villányi úti székházát is, amivel az utolsó nagyobb ingatlanát is pénzzé tette. Az új tulajdonos a Concorde Csoport tagja, a Recorde Alapkezelő Zrt, amely a tervek szerint nemzetközi diákszállót és irodákat fog kialakítani az épületben.
2024 augusztusában kilépett az MSZP-ből Őrsi Gergely, a II. kerület az évben újraválasztott polgármestere is. Indoklása szerint a párt gyenge szereplése ösztökélte erre.
2024. október 19-én a párt tisztújításán ismét Komjáthi Imrét választották meg két évre a párt elnökévé, ezzel egyúttal a társelnöki rendszert is megszüntették. Korózs Lajos addigi alelnök lett a párt elnökhelyettese, a választmány elnökének pedig Hiller Istvánt választották újra.

## Szervezeti felépítése

### Elnökei
| #                        | Kép | Név                          | Hivatal kezdete      | Hivatal vége         | Forrás          |
| ------------------------ | --- | ---------------------------- | -------------------- | -------------------- | --------------- |
| 1                        |     | Nyers Rezső                  | 1989. október 9.     | 1990. május 27.      |                 |
| 2                        |     | Horn Gyula                   | 1990. május 27.      | 1998. szeptember 5.  |                 |
| 3                        |     | Kovács László                | 1998. szeptember 5.  | 2004. október 16.    |                 |
| 4                        |     | Hiller István                | 2004. október 16.    | 2007. február 24.    |                 |
| 5                        |     | Gyurcsány Ferenc             | 2007. február 24.    | 2009. április 5.     |                 |
| 6                        |     | Lendvai Ildikó               | 2009. április 5.     | 2010. július 10.     |                 |
| 7                        |     | Mesterházy Attila            | 2010. július 10.     | 2014. május 31.      |                 |
| ü                        |     | Botka László ügyvezető elnök | 2014. május 31.      | 2014. július 19.     |                 |
| 8                        |     | Tóbiás József                | 2014. július 19.     | 2016. június 25.     |                 |
| 9                        |     | Molnár Gyula                 | 2016. június 25.     | 2018. április 14.    |                 |
| 10                       |     | Tóth Bertalan                | 2018. június 17.     | 2020. szeptember 19. |                 |
| Társelnöki rendszer      |     |                              |                      |                      |                 |
| Férfi társelnök          |     | Tóth Bertalan                | 2020. szeptember 19. | 2022. október 22.    | [ 107 ]         |
| Férfi társelnök          |     | Komjáthi Imre                | 2022. október 22.    | 2024. szeptember 28. | [ 108 ] [ 109 ] |
| Női társelnök            |     | Kunhalmi Ágnes               | 2020. szeptember 19. | 2024. szeptember 28. | [ 77 ] [ 109 ]  |
| Társelnöki rendszer vége |     |                              |                      |                      |                 |
| 11                       |     | Komjáthi Imre                | 2024. október 19.    | hivatalban           | [ 106 ]         |

### Országos platformok
A párt szervezeti felépítésének jellemzője, hogy a nagy önállósággal rendelkező helyi szervezetek és területi szövetségek mellett az egymástól kissé eltérő, de a párt arculatába beleillő politikai irányzatokat képviselő platformok és szakmai vagy élethelyzetbeli közösségeket alkotó tagozatok is működnek.
A párt alapszabálya szerint „a platform a párt egyes tagjainak politikai nézetközösségen alapuló, a párt programjának, irányvonalának bizonyos elemeit érintően önálló, másoktól eltérő véleménnyel rendelkező nyilvános csoportja”. Országos platform az, amelyhez legalább 300 olyan párttag csatlakozott, aki nem tagja más platformnak, továbbá amelynek az MSZP Választmánya megadta az országos minősítést.
Az MSZP-n belül hat országos platform működik azt követően, hogy a Gyurcsány Ferenc vezette Demokratikus Koalíció Platform vezetősége és tagjainak nagy része 2011. október 22-én kilépett az MSZP-ből, és az év elején létrehozott Demokrata Pártba belépve, annak nevét Demokratikus Koalícióra változtatva folytatták tevékenységüket. Az MSZP Országos Választmánya ezután kimondta a Gyurcsány-platform megszűnését.
| Név                                             | Vezető            | Honlap |
| ----------------------------------------------- | ----------------- | ------ |
| Baloldali Tömörülés Platform                    | Hegyi Gyula       |        |
| Harmadik Hullám Platform                        | Mesterházy Attila |        |
| Népi Platform                                   | Hegyeshalmi Tibor |        |
| Szocialista Platform                            | Baja Ferenc       |        |
| Társulás a Szociáldemokrata Értékekért Platform | Steiner Pál       |        |

### Tagozatok

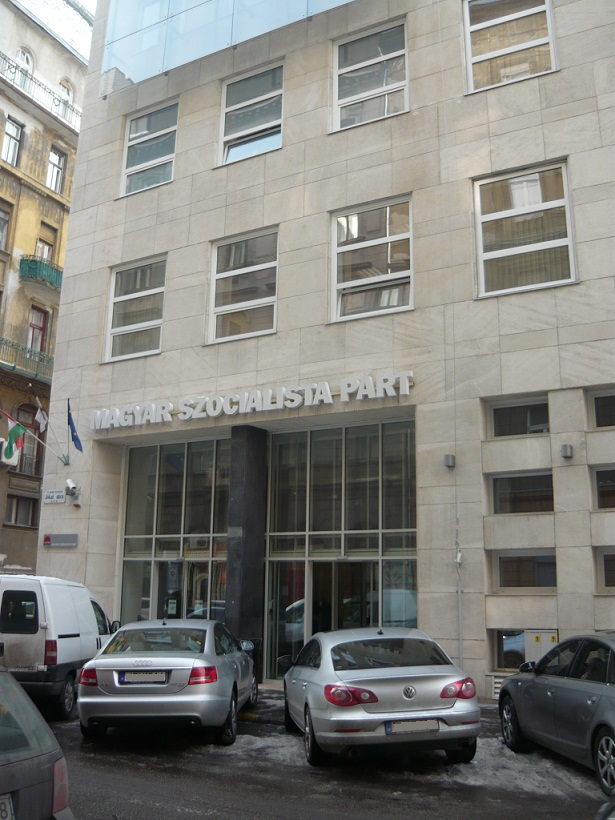
Az MSZP országos központja Budapesten, a Jókai utcában 2007 és 2016 között

A párt alapszabálya szerint „a tagozat olyan nyitott szerveződés, amely fórumot teremt a párttagok és nem párttagok elsősorban szakmai véleménynyilvánítására. Tagozat helyi, területi vagy országos jelleggel működhet, az országos tagozat elismeréséről a választmány dönt”. Az országos tagozatok a következők:
| Név                                                     | Elnök                  | Elnökhelyettes vagy Alelnök                          |
| ------------------------------------------------------- | ---------------------- | ---------------------------------------------------- |
| Agrár- és Vidékpolitikai Tagozat                        | Beke Károly            |                                                      |
| Biztonságpolitikai Tagozat                              | Orgovány István        |                                                      |
| Egészségügyi és Szociális Tagozat                       | Havas Szófia           |                                                      |
| Energetikai Tagozat                                     | Miklós László          |                                                      |
| Fogyasztóvédelmi és Életminőség Tagozat                 | Gúr Roland             |                                                      |
| Ifjúsági Tagozat                                        | Torzsa Sándor          |                                                      |
| Infrastruktúra és Területfejlesztési Tagozat            | Balogh Imre            |                                                      |
| Környezetvédelmi Tagozat                                | Bánsághi Tamás         | Bódás Sándor                                         |
| Közgazdasági Tagozat                                    | Szekeres Imre          |                                                      |
| Közigazgatási és IT Tagozat                             | Szittner Károly        |                                                      |
| Kül- és Nemzetpolitikai Tagozat                         | Szabó Vilmos           | Gilyán György                                        |
| Kulturális és Közművelődési Tagozat                     | Bródy Gábor            | Borbáth Erika                                        |
| Munkás, Foglalkoztatáspolitikai és Érdekvédelmi Tagozat | Szabadkai János        | Andó Miklós                                          |
| Nemzeti Összetartozás Tagozata                          | betöltetlen            | Brunner Tibor, Eszik Bence, Rózsa Endre, Török Zsolt |
| Nemzetiségi Tagozat                                     | Teleki László          |                                                      |
| Nőtagozat                                               | Gurmai Zita            | Boros Vilma, Csendesné Murányi Ibolya, Havas Szófia  |
| Nyugdíjas Tagozat                                       | Gúr Nándor             |                                                      |
| Pedagógus Tagozat                                       | Kajtárné Botár Borbála |                                                      |
| Roma Tagozat                                            | Balogh Artúr           | Baranyi Gyula                                        |
| Sporttagozat                                            | Vincze Géza            | Gencsev Plámen, Szakos József, Tóth Máté             |
| Tudományos, Innovációs és Felsőoktatási Tagozat         | Katona Tamás           | Révész Márta                                         |

### Párttagok száma
| A Magyar Szocialista Párt tagjainak száma | A Magyar Szocialista Párt tagjainak száma | A Magyar Szocialista Párt tagjainak száma |
| Év                                        | Tagok száma                               |                                           |
| ----------------------------------------- | ----------------------------------------- | ----------------------------------------- |
| 2010.                                     | kb. 35200 fő                              |                                           |
| 2011.                                     | kb. 33200 fő                              |                                           |
| 2015.                                     | kb. 20000 fő                              |                                           |
| 2016.                                     | kb. 15000 fő                              |                                           |

## Választási eredményei

### Országgyűlésiválasztások

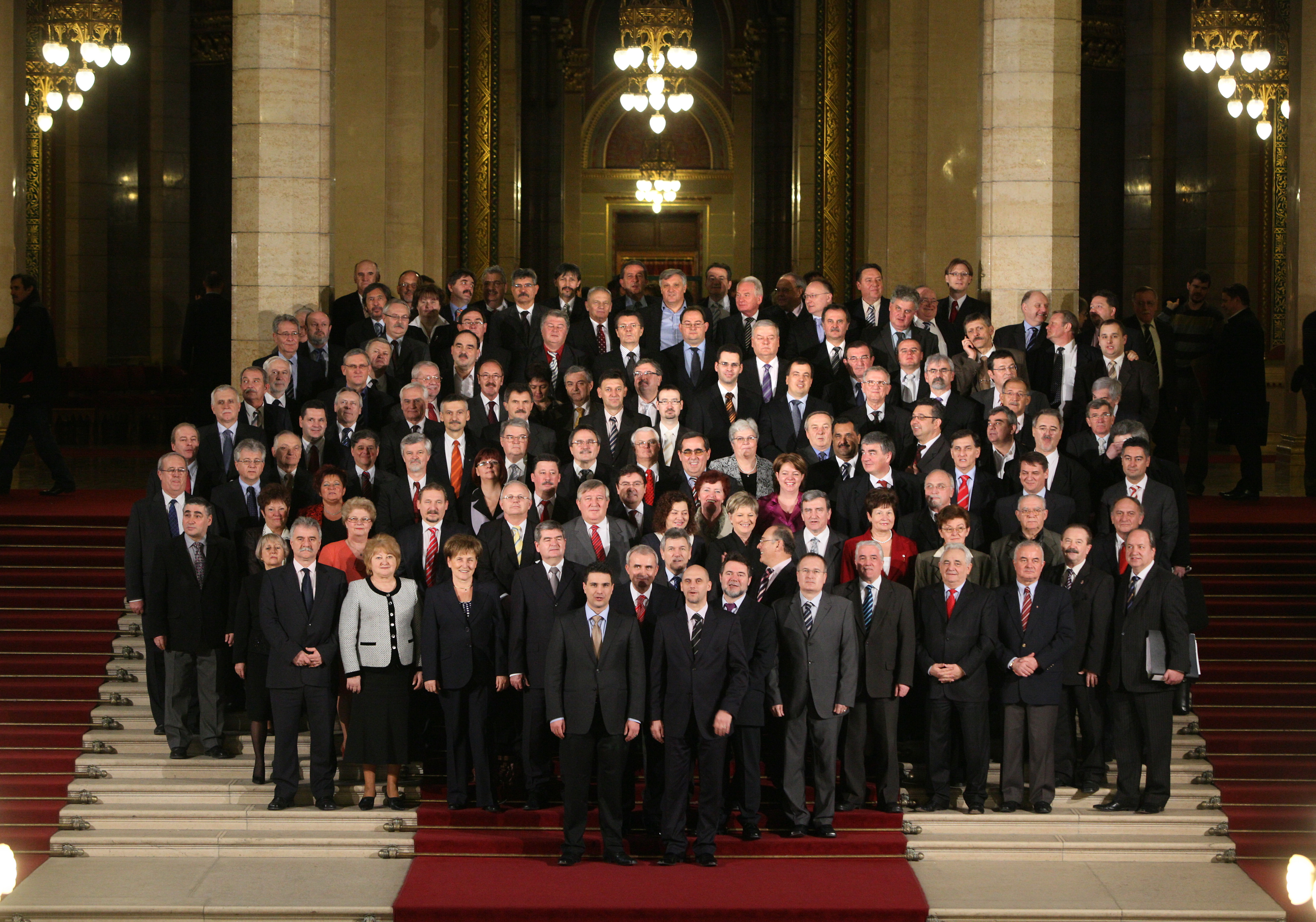
Az MSZP parlamenti frakciója a 2006-2010-es ciklus utolsó napján (2010. február 22.)

| Választás | Szavazatok száma (I. forduló) | Szavazatok aránya (I. forduló) | Szavazatok száma (II. forduló) | Szavazatok aránya (II. forduló) | Mandátumok száma | Mandátumok aránya | Parlamenti szerepe |
| --------- | ----------------------------- | ------------------------------ | ------------------------------ | ------------------------------- | ---------------- | ----------------- | ------------------ |
| 1990-es   | 534 898                       | 10,89%                         | 216 496                        | 6,35%                           | 33 / 386         | 8,55%             | ellenzék           |
| 1994-es   | 1 781 867                     | 32,99%                         | 1 935 719                      | 45,16%                          | 209 / 386        | 54,15%            | kormánypárt        |
| 1998-as   | 1 445 909                     | 32,25%                         | 192 640                        | 39,84%                          | 134 / 386        | 34,72%            | ellenzék           |
| 2002-es   | 2 361 997                     | 42,05%                         | 2 011 820                      | 45,77%                          | 178 / 386        | 46,11%            | kormánypárt        |
| 2006-os   | 2 336 705                     | 43,21%                         | 1 510 358                      | 46,63%                          | 190 / 386        | 49,22%            | kormánypárt        |
| 2010-es   | 990 428                       | 19,30%                         | 326 323                        | 28,32%                          | 59 / 386         | 15,28%            | ellenzék           |
| 2014-es1  | 1 290 8061                    | 25,57%1                        | –                              | –                               | 29 / 199         | 14,57%            | ellenzék           |
| 2018-as2  | 682 6052                      | 11,91%2                        | –                              | –                               | 15 / 199         | 8,04%             | ellenzék           |
| 2022-es3  | 1 947 3313                    | 34,44%3                        | –                              | –                               | 10 / 199         | 5,03%             | ellenzék           |

Megjegyzések:
- 1Az Összefogás tagjaként.

- 2A Párbeszéddel közös listán indultak.
- 3Az Egységben Magyarországért részeként.
- A szavazatoknál a pártlistára leadott eredmények szerepelnek
- Az SZDSZ-szel közösen alkotott koalícióban kormányzott 1994-1998 és 2002-2008 között.
- Lásd még: Magyar választási rendszer
- Forrás: vokscentrum.hu

### Európai parlamentiválasztások
| Választás | Szavazatok száma | Szavazatok aránya | Mandátumok száma | Európai parlamenti csoport                              | Európai párt                      |
| --------- | ---------------- | ----------------- | ---------------- | ------------------------------------------------------- | --------------------------------- |
| 2004-es   | 1 054 921        | 34,30%            | 9/24             | Szocialisták és Demokraták Progresszív Szövetsége (S&D) | Európai Szocialisták Pártja (PES) |
| 2009-es   | 503 140          | 17,37%            | 4/22             | Szocialisták és Demokraták Progresszív Szövetsége (S&D) | Európai Szocialisták Pártja (PES) |
| 2014-es   | 252 751          | 10,90%            | 2/21             | Szocialisták és Demokraták Progresszív Szövetsége (S&D) | Európai Szocialisták Pártja (PES) |
| 2019-es1  | 229 551          | 6,61%             | 1/21             | Szocialisták és Demokraták Progresszív Szövetsége (S&D) | Európai Szocialisták Pártja (PES) |
| 2024-es2  | 367 162          | 8,03%             | 0/21             | –                                                       | –                                 |

Megjegyzések:
- 1Párbeszéddel közös listán indultak.
- 2A DK–MSZP–Párbeszéd Szövetség részeként.